# 陰イオン界面活性剤
陰イオン界面活性剤（いんイオンかいめんかっせいざい、Anionic surfactant）または、アニオン界面活性剤は、陰イオン性の親水基を持つ界面活性剤。

## 構造・性質
親水基としてカルボン酸、スルホン酸、あるいはリン酸構造を持つものが多い。
洗浄力が強く、優れた起泡性を持つため石鹸や衣料用洗剤・シャンプー等に使われるが、乳化力は油への溶解性が低いため、非イオン界面活性剤に比べると劣る。

## 主な陰イオン界面活性剤
界面活性剤の一覧も参照。
- カルボン酸型  R−COO−M+
対イオンがナトリウムやカリウムのものは石鹸として使用される。炭素数が12～18の脂肪酸が多い。
- ABS、LAS: R−C6H4−SO3−Na+
衣料用洗剤や工業用各種洗剤として使用される。以前はABSを使用していたが、河川の発泡問題による水質汚染を引き起こしたため、生分解性の良いLASに切り替えられた。
- スルホン酸型  R−SO3−Na+
- 硫酸エステル型  R−O-SO3−Na+
- リン酸エステル型  R−O-PO(OH)OM+

## 合成

### アルキルベンゼンスルホン酸ナトリウム
合成にはフリーデル・クラフツ反応を用いる。  Rはアルキル基。 
1. 付加
R + C6H6 → R-C6H5
2. 求電子置換反応
R-C6H5 + H2SO4 → R-C6H4-SO3H + H2O
3. 中和
R-C6H4-SO3H + NaOH → R-C6H4-SO3Na + H2O

### 石鹸
油脂鹸化法
牛脂、ヤシ油、オリーブ油などの天然油脂を水酸化ナトリウムを用いて鹸化する方法。
R-COOCH2CH(OOC-R)CH2OOC-R + 3 NaOH → C3H5(OH)3 + 3 R-COO-Na 
以前は炭酸ナトリウムを用いた方法で合成されていた。
2 R-COOCH2CH(OOC-R)CH2OOC-R + 3 Na2CO3 + 6 H2O → 3 H2CO3 + 2 C3H5(OH)3 + 6 R-COO-Na

### 脂肪酸塩
R-OH + SO3→ R-O-SO3H
R-O-SO3H + NaOH → R-O-SO3Na + H2O